# STS-69
STS-69 (englisch Space Transportation System) ist eine Missionsbezeichnung für das US-amerikanische Space Shuttle Endeavour (OV-105) der NASA. Der Start erfolgte am 7. September 1995. Es war die 71. Space-Shuttle-Mission und der neunte Flug der Raumfähre Endeavour.

## Mannschaft
- David Walker (4. Raumflug), Kommandant
- Kenneth Cockrell (2. Raumflug), Pilot
- James Voss (3. Raumflug), Missionsspezialist
- James Newman (2. Raumflug), Missionsspezialist
- Michael Gernhardt (1. Raumflug), Missionsspezialist

Walker und Voss waren bereits bei der Mission STS-53 gemeinsam im All gewesen.

## Weltraumausstiege
- Voss und Gernhardt  – EVA 1
- EVA 1 Start: 16. September, 1995 – 08:20 UTC
- EVA 1 Ende: 16. September, – 15:06 UTC
- Dauer: 6 Stunden, 46 Minuten

## Missionsbeschreibung
Während der elftägigen Mission wurde der zweite mehrtägige Freiflug der Wake Shield Facility (WSF) durchgeführt, einem untertassenförmigen Satelliten, der frei neben dem Shuttle fliegt. Dabei wurde ein Experiment durchgeführt, bei dem in dem WSF in perfektem Vakuum ein hauchdünner Film erzeugt wurde. Außerdem setzte die Crew den astronomischen Satelliten SPARTAN 201 aus und fing ihn wieder ein, führte einen 6-stündigen Außenbordeinsatz zur Erprobung von Montagetechniken für die Internationale Raumstation durch und testete thermale Verbesserungen an den verwendeten Raumanzügen.
Der frei fliegende SPARTAN 201 absolvierte seinen dritten Flug während dieser Mission. Es wurde dabei der Zusammenhang der Sonne und dem von ihr erzeugten Strom an geladenen Partikeln (Sonnenwind) untersucht. Insbesondere wurde dabei die äußere Atmosphäre der Sonne und der Ausstoß des Sonnenwindes von dieser untersucht.
STS-69 führte auch den International Extreme Ultraviolet Hitchhiker (IEH-1) mit, den ersten von fünf geplanten Flügen um die Flussstärke des von der Sonnen stammenden Extreme Ultraviolet (EUV) zu messen und ihren Verlauf zu verfolgen sowie die EUV Emissionen des Plasma-Torus um Jupiter, welcher von seinem Mond Io ausgeht.
Außerdem war das combined Capillary Pumped Loop-2/Gas Bridge Assembly (CAPL-2/GBA) Experiment an Bord. Es demonstrierte ein Kühlungssystem in Schwerelosigkeit, das für das Earth Observing System Program gedacht war. Das Thermal Energy Storage-2 (TES-2) Experiment beschäftigte sich mit fortgeschrittenen Energietechniken. Daneben waren mehrere Get Away Special (GAS) Experimente an Bord die unterschiedliche Gebiete wie den Zusammenspiel der Lage des Raumschiffes mit dem Orbit-Kontroll-System, mit Flüssigkeit gefüllte Stäbe für den Einsatz als Stoßdämpfer oder die Effekte eines Glimmbrandes unter Schwerelosigkeit erforschten. Außerdem wurde damit das Verhalten von Hohlräumen in Lithiumfluorid und Calciumfluorid erforscht, Salzen, die thermische Energie speichern können. Die Daten dieses Experimentes wurden vom Projekt TESSIM genutzt.
Eine weitere Nutzlast an Bord war die Electrolysis Performance Improvement Concept Study (EPICS), die ebenfalls mit der ISS in Verbindung stand. Der Nachschub von Sauerstoff und Wasserstoff durch Elektrolyse von Wasser wird eine große Rolle bei zukünftigen Weltraummissionen spielen. Die Produktion von Sauerstoff direkt auf der Raumstation könnte den jährlichen Verbrauch an Nachschubgütern um 5.400 kg reduzieren.
Weitere Nutzlasten an Bord waren:
- National Institutes of Health-Cells-4 (NIH-C4), das den Knochenschwund während eines Raumfluges untersuchte
- Biological Research in Canister-6 (BRIC-6) untersuchte die Gravitations-Erkennung von Säugetier-Zellen
- (CMIX-4) war ein kommerzielles Experiment, das den Einfluss von Gravitation auf Zellen erforschte, insbesondere das Entstehen von neuro-muskulären Störungen
- Commercial Generic Bioprocessing Apparatus-7 (CGBA-7), ein weiteres kommerzielles Experiment, das Daten sammelte, die für die Pharmazie, Biomedizin, Biotechnologie, Landwirtschaft und Umwelt im Allgemeinen verwendet wurden.